# Knauf
Knauf este unul din principalii producători de materiale de construcție din Europa.
Compania a fost înființată în 1932 și a fost dezvoltată ca o afacere de familie de către frații Alfons și Karl Knauf, iar în prezent firma este condusă de fiii acestora, Nicholas și Baldwin.
Grupul Knauf numără peste 100 de fabrici în Europa, Asia, Statele Unite și America de Sud, având peste 18.000 de angajați.

## Divizii
Knauf Insulation este o companie care produce o gamă completă de produse pentru izolarea termică, acustică și pentru protecția la incendiu a tuturor tipurilor de clădiri: vată de sticlă, vată bazaltică, polistiren extrudat, polistiren expandat și plăci de lemn-beton.
Knauf Insulation, cu afaceri de peste un miliard de euro în 2007, are circa 5.000 de angajați în peste 50 de țări din întreaga lume și 30 de unități de producție în Europa, Rusia, Marea Britanie și Statele Unite.

## Knauf în România
Grupul Knauf este prezent în România din 1993 cu diviziile Knauf Gips și Knauf Insulation.

### Knauf Insulation
Compania este prezentă și în România, din septembrie 2008, și comercializează pe piața locală atât vată minerală de sticlă, cât și vată minerală bazaltică.
Cifra de afaceri în 2008: 7 milioane euro

### Knauf Gips
Cifra de afaceri:
- 2006: 95,2 milioane lei (27 milioane euro)[4]
- 2005: 49,9 milioane lei[4]